# オラース・ルコック・ド・ボワボードラン
オラース・ルコック・ド・ボワボードラン（Horace Lecoq de Boisbaudran、1802年5月14日 - 1897年8月7日）は、フランスの画家、美術教師である。パリの工芸学校(後の国立高等装飾美術学校)で、多くの有名な芸術家を教えた。

## 略歴
パリで生まれた。1819年にエコール・デ・ボザールに入学し、ピエール・ペイロンやギヨーム・ギヨン＝ルティエールに学んだ。1831年から1844の間、パリのサロンに作品を出展した。1841年から1869年まで、「petite École」として知られているパリの工芸学校（後の国立高等装飾美術学校）で絵画を教え、1844年に教授の称号を得ると自分のスタイルに学生たちが迎合することを避ける意味もあって展覧会に出展するのを止めた。1947年からは、勲章受章者の子弟を教育するレジオン・ドヌール学校 (Maison d'éducation de la Légion d'honneur) でも美術を教えた。
レジオン・ドヌール学校で「éducation à la mémoire pittoresque（美の記憶による教育）」という教育方法を実施し、学生たちは定期的にルーブル美術館を訪れ、絵画を注意深く観察した後、スタジオで記憶に基づいて細部まで再現させるという訓練をした。この方法で学生たちは自分自身の絵の手法を発見するのを助けることになるとされた。当時のアカデミーでは一般的ではなかった戸外で観察し、自然の中で絵を描くこともした。1854年に芸術アカデミーで彼の教育方法について発表し、さまざまな困難を克服して自らの教育法を1863年から「petite École」で「éducation à la mémoire pittoresque」を採用する工房を開設する許可を得た。1866年から1869年まで「petite École」の校長を務めた。
ルコック・ド・ボワボードランの学生であった編集者のL・D・ルアール（L.D. Luard）は、ルコックの教授法が忘れ去られた理由は、他の教師の同意が得られなかったことや後継者であった弟子の[[]]ジャン＝シャルル・カザンが、教師を辞めたことなどをあげている。教育法のパンフレットの再刊は 1914年末に計画されたが、第一次世界大戦により延期され、1920年に再刊されたが注目されなかった。
ルコック・ド・ボワボードランの有名な弟子には、オーギュスト・ロダンやアンリ・ファンタン＝ラトゥール、アルフォンス・ルグロ. 、ジュール・シェレ、レオン・レルミット、ジャン＝シャルル・カザン、ジュール・ダルー、オスカル・ロティらがいた。
1897年にパリで亡くなった。

## 著作
- Prélude à l'unité religieuse, Paris : Librairie phalanstérienne, 1847, 8 p., extrait de La Démocratie pacifique du 18 avril 1847.
- Quelques idées et propositions philosophiques, Paris : impr. de D. Jouaust, s. d., In-8° , 80 p.
- Horace Lecoq de Boibaudran, « Éducation de la mémoire pittoresque », La Phalange, Paris, vol. 6, t. 2, 1847, p. 354-366 ; imprimé à part en 1848.
- Éducation de la mémoire pittoresque, application aux arts du dessin, 2e éd. augmentée, Paris, Bance, 1862.
- Orient de Paris, L'Ordre les Philadelphes (du rite de Memphis). Compte-rendu des travaux du couvent maçonnique dans ses séances du 5-10 juin 1865… présenté par le Frère Lecoq de Boisbaudran… à la tenue du 3 juillet 1865, Paris : impr. de E.
- Donnaud, s. d., In-8° , 15 p.
- Lettres à un jeune professeur, Paris, Morel, 1876.
- Un Coup d'œil à l'enseignement aux Beaux-Arts, Paris, Morel, 1879.
- Horace Lecoq de Boisbaudran (auteur) et L.D. Luard (compilation, préface), L'Éducation de la mémoire pittoresque et la formation de l'artiste, Paris, Laurens, 1920 (lire en ligne [archive]) (compilation des titres précédents) en ligne à l'Institut national d'histoire de l'art (France) ; « mise en page pour impression recto/verso [archive] ».